# Acacia bussei
Acacia bussei é uma espécie de leguminosa do gênero Acacia, pertencente à família Fabaceae.